# Igue des Rameaux
Igue des Rameaux heißt eine Karstspalte bei Saint Antonin-Noble-Val, Département Tarn-et-Garonne.
Sie befindet sich am südlichen Rand des Causse du Quercy, etwa 400 m über dem Fluss Aveyron. Ein schmaler Schacht führt zu einer Höhle mit Galerien, die mit Ablagerungen des Hangs gefüllt sind. Sie wurde 1971 entdeckt. Als paläontologische Fundstätte wurde sie 1985 von der S.S.A.C. (Société Spéléo-Archéologique de Caussade) erkannt.